# Shane Meier
Shane Meier (nacido el 11 de junio de 1977 en Saskatoon, Saskatchewan) es un actor canadiense destacado por su papel protagonista en The Matthew Shepard Story, una película para televisión sobre la vida y asesinato de Matthew Shepard.
Comenzó a actuar con 12 años. Su primer papel fue como hijo de Clint Eastwood en Sin perdón.
Es el segundo hijo de John Meier y Jane Weir. Sus hermanos se llaman Ash y Travis Meier.
Shane Meier ha trabajado tanto en Canadá como en los Estados Unidos, y ha aparecido en más de 50 películas y series televisivas como MacGyver; Walker, Texas Ranger; y Psych.

## Premios
En el año 2003 Meier ganó el Screen Idol Award al mejor actor protagonista por su papel como Matthew Shepard en The Matthew Shepard Story.

### Filmografía
- A Date With Darkness como Daniel (2003).
- The Matthew Shepard Story como Matthew Shepard (2001).
- Silver Wolf como Jesse McLean (1999).
- Call of the wild II-foxfire(by jack london).
- Call of the wild
- The Quest como Red (1996)
- Man of the House como Big Kid At School #2 (1995).
- André como Steve Whitney (1994).
- La Tienda como Brian Rusk (1993).
- Stay Tuned como Yogi Beer (1992).
- Sin perdón como Will Munny Jr. (1992)

### Televisión
- Intelligence como Phil Coombs (2006/2007).
- Sobrenatural como Craig Thursten (2005).
- Stargate Atlantis como Neleus (2004).
- The Odyssey como Ling-Ling (1992).
- Let's Play Poison, episodio de la serie The Ray Bradbury Theater, como Charles Scott Jones (1992).

### Actor de Voz
- My Scene Goes Hollywood como Ellis (2005).
- las Aventuras de Sonic el Puercoespín Voces adicionales (1994).
- Historias de mi pequeño poni como Lancer (1992).